# Maria Władysława Piotrowska
Maria Władysława Piotrowska bardziej znana jako Maryla Piotrowska (ur. 31 października 1941 w miejscowości Obra w Wielkopolsce, zm. 24 września 2008 w Szczecinie) – jedna z najlepszych polskich piłkarek ręcznych.
Karierę sportową rozpoczęła w Szczecinie w 1955 roku jeszcze pod panieńskim nazwiskiem Paździor: początkowo w szkolnych rozgrywkach, po czym trafiła pod opiekę trenerskiego pioniera piłki ręcznej w Szczecinie – Ryszarda Kobendzy.
Startowała w 11 osobowej i 7 osobowej piłce ręcznej. Brała udział w Spartakiadzie Zrywu i w eliminacjach do I ligi w obu grach. Występując w barwach MKS Chrobry Szczecin w roku 1958 została powołana do kadry narodowej juniorek. W sezonie 1960/1961 przeszła do grającego w I lidze Łącznościowca a po jego spadku z ligi, w sezonie 1961/1962 przeszła do MKS Pogoń Szczecin. Początkowo ze zmiennym szczęściem od 1966 roku pod wodzą jednego z najlepszych polskich trenerów Zygmunta Jakubika, MKS Pogoń Szczecin na stałe zadomowiła się w I lidze – a Maryla Piotrowska była podstawową piłkarką reprezentacji Polski w piłce ręcznej kobiet. W 1967 roku na zgrupowaniu reprezentacji Polski uległa ciężkiej kontuzji (uszkodzenie oka) po zderzeniu się z bramkarką. Po blisko półrocznej przerwie powróciła jednak na boisko i do reprezentacyjnej drużyny. Brała udział w meczach eliminacyjnych do Mistrzostw Świata w 1969 oraz 1973, jak i w samych Mistrzostwach Świata w Jugosławii w 1973 roku, gdzie polska drużyna zajęła piąte miejsce.

## Kariera klubowa
- 1956/1957: Zrzeszenie Sportowego Szkolnictwa Zawodowego – „ZRYW” Szczecin
- 1958/1960: MKS Chrobry Szczecin
- 1960/1961: KS Łącznościowiec
- 1962/1974: MKS Pogoń Szczecin

## Kariera reprezentacyjna
- 1958-1961: Reprezentacja Polski w piłce ręcznej juniorów
- 1962-1974: Reprezentacja Polski w piłce ręcznej seniorów – 50 występów

## Najlepsze mecze
- 1957: mecz Szczecin – Berlin w Szczecinie debiut na arenie międzynarodowej 11 osobowej
- 1968: turniej XX-lecia MKS Pogoń Szczecin, mecz Polska – Pogoń Szczecin w Szczecinie 13-7, 4 bramki dla reprezentacji Polski
- 1969: eliminacje MŚ, mecz Polska – Dania w Mielcu 11-8, 3 bramki
- 1969: eliminacje MŚ, mecz Dania – Polska w Lyngby 12-8,? bramek
- 1970: mecz Szwecja – Pogoń Szczecin w Karlskronie 5-14, 5 bramek
- 1970: mecz Polska – Holandia w Siemianowicach 12-8, 3 bramki
- 1971: mecz Otmęt Krapkowice – Pogoń Szczecin w Opolu 14-15, 7 bramek
- 1972: mecz Pogoń Szczecin – Sośnica Gliwice w Szczecinie 17-14, 10 bramek
- 1973: eliminacje MŚ, mecz Polska – Holandia w Mielcu 16-9, 5 bramek
- 1973: eliminacje MŚ, mecz Holandia – Polska w Utrechcie 10-11,

## Mistrzostwa Świata w Jugosławii 1973
Faza grupowa
- 09.12.1973: mecz ZSRR – Polska w Szibeniku 8-6, 1 bramka
- 10.12.1973: mecz Polska – NRD w Szibeniku 11-11

Półfinały
- 12.12.1973: mecz Jugosławia – Polska w Zagrzebiu 8-9
- 13.12.1973: mecz Polska – Dania w Zagrzebiu 12-12

mecz o V miejsce
- 15.12.1973: mecz Czechosłowacja – Polska w Belgradzie 13-15

## Otrzymane nagrody i tytuły
- 1968: 6 miejsce XV Plebiscyt Kuriera Szczecińskiego na 10 najlepszych sportowców
- 1969: 3 miejsce XVI Plebiscyt Kuriera Szczecińskiego na 10 najlepszych sportowców
- 1970: 7 miejsce XVII Plebiscyt Kuriera Szczecińskiego na 10 najlepszych sportowców
- 1971: 4 miejsce XVIII Plebiscyt Kuriera Szczecińskiego na 10 najlepszych sportowców
- 1970: 10 miejsce Plebiscyt Kuriera Szczecińskiego na 10 najlepszych sportowców Ziemi Szczecińskiej w XXV-leciu 1945-1970
- 1970: 1 miejsce Plebiscyt Głosu Szczecińskiego na 10 najlepszych kobiet sportowców Ziemi Szczecińskiej w XXV-leciu 1945-1970
- 1985: wybrana do „honorowej siódemki 40 lecia Związku Piłki Ręcznej w Polsce 1945-1985
- 2004: wybrana piłkarką ręczną 50-lecia Ziemi Zachodniopomorskiej 1954-2004

## Otrzymane odznaczenia
- 1968: Odznaka Honorowa Gryfa Pomorskiego
- 1973: Srebrna Odznaka Zasłużony Pracownik Morza
- 1982: Srebrny Krzyż Zasługi
- 1984: Medal 40-lecia Polski Ludowej